# 415-й отдельный батальон связи
415-й отдельный батальон связи — воинская часть в вооружённых силах СССР во время Великой Отечественной войны.
Сформирован в августе 1940 года вместе с управлением 22-го Эстонского стрелкового корпуса
В составе действующей армии с 22 июня 1941 по 25 августа 1941 года.
На 22 июня 1941 года дислоцировался в Выру, являясь корпусным батальоном связи 22-го стрелкового корпуса 1-го формирования
Повторил боевой путь корпуса, с 25 августа 1941 года в боях не был, расформирован вместе с управлением 22 сентября 1941 года.
Ярким событием в боевом пути батальона стала оборона Дно 18 июля 1941 года, когда батальон вступил в бой с немецкими войсками, которые пытались разгромить штаб 22-го стрелкового корпуса и на некоторое время в ожесточённой схватке смог удержать немецкие войска. Организовал оборону батальона небезызвестный Арнольд Мери, заместитель политрука радиороты 415-го отдельного батальона связи, за что 15 августа 1941 года был удостоен звания Героя Советского Союза

## Подчинение
| Дата                | Фронт (округ)         | Армия      | Корпус (группа)        | Примечания |
| ------------------- | --------------------- | ---------- | ---------------------- | ---------- |
| 22 июня 1941 года   | Северо-Западный фронт | 27-я армия | 22-й стрелковый корпус | —          |
| 01 июля 1941 года   | Северо-Западный фронт | -          | 22-й стрелковый корпус | —          |
| 10 июля 1941 года   | Северо-Западный фронт | 11-я армия | 22-й стрелковый корпус | —          |
| 1 августа 1941 года | Северо-Западный фронт | 11-я армия | 22-й стрелковый корпус | —          |